# ویکتور وارنادو
ویکتور وارنادو (انگلیسی: Victor Varnado؛ زادهٔ ۱۵ مهٔ ۱۹۶۹) یک هنرپیشه اهل ایالات متحده آمریکا است.
از فیلم‌هایی که وی در آن‌ها نقش داشته است، می‌توان به جولین کله‌خر اشاره نمود.